# Salsola melanantha
Salsola melanantha är en amarantväxtart som beskrevs av Viktor Petrovitj Botjantsev. Salsola melanantha ingår i släktet sodaörter, och familjen amarantväxter. Inga underarter finns listade i Catalogue of Life.